# Stennies Water
Das Stennies Water ist ein Wasserlauf in Dumfries and Galloway, Schottland. Er entsteht aus dem Zusammenfluss von Corbie Sike und Causeway Grain südlich des Causeway Grain Head. Kurz nach seiner Entstehung mündet auch noch der Yellow Sike in ihn. Er fließt in südlicher Richtung und mündet in das Meggat Water.